# Prințesa Sofia de Bavaria
Sofia Frederica, Prințesă de Bavaria (n. 27 ianuarie 1805 München — d. 28 mai 1872, Viena) a fost fiica regelui Maximilian I al Bavariei, mama a doi împărați – Francisc Iosif I al Austriei și Maximilian I al Mexicului – precum și bunica arhiducelui Francisc Ferdinand al Austriei, a cărui asasinare la Sarajevo a dus la începutului Primului Război Mondial.

## Primii ani

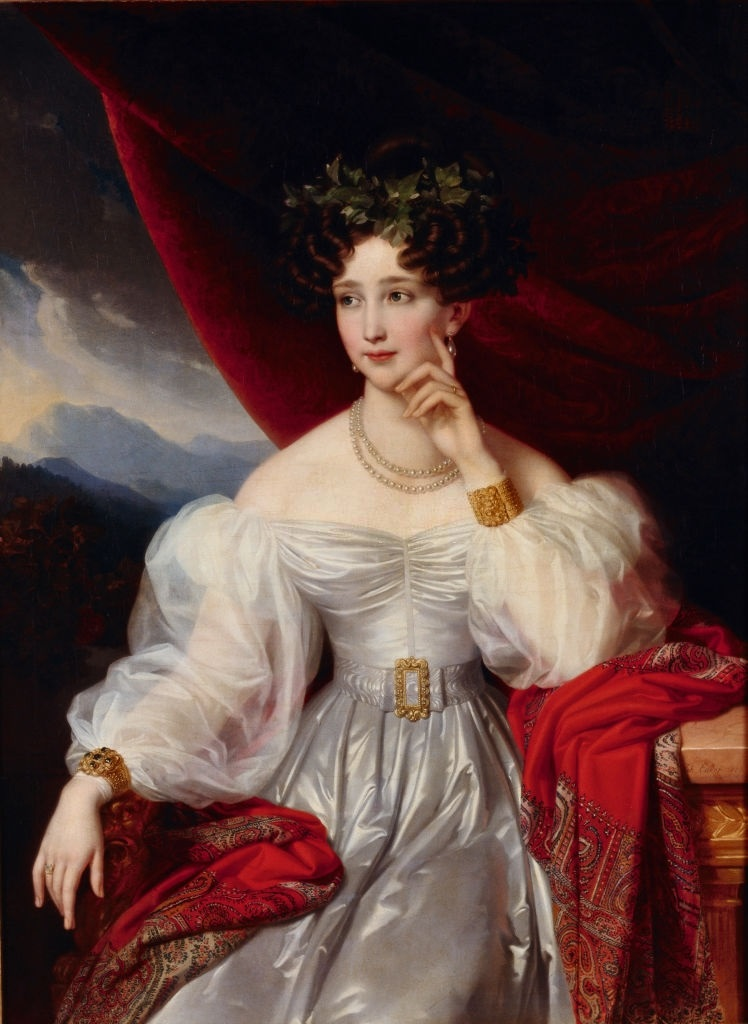
Prințesa Sofia de Bavaria, 1830

Pe 27 ianuarie 1805 prințesa Carolina de Baden, cea de-a doua soție a regelui Maximilian I al Bavariei, a dat naștere la două fetițe gemene. Una dintre ele a fost botezată Maria și va deveni peste ani regina Saxoniei, iar cealaltă Sofia. Viitoarea arhiducesă a crescut înconjurată de încă trei surori, precum și alți patru frați vitregi. 
În anul nașterii Sofiei și a surorii sale, Bavaria a fost ridicată la rangul de regat de împăratul Napoleon I al Franței, care și-a asumat titlul de "protector al Confederației Rinului" la care Bavaria, ca supraviețuitoare a Sfântului Imperiu Roman, a aderat.

Conștientă de interesele sale, Casa de Wittelsbach a avut, de asemenea, o alianță de căsătorie cu familia Bonaparte: sora vitregă a Sofiei, Augusta, s-a căsătorit în 1806 cu Eugène de Beauharnais, fiul adoptiv al lui Napoleon. Fără să se exprime, Casa de Wittelsbach consideră uniunea cu Bonaparte drept o mezalianță.
La căderea Imperiului francez, regele Bavariei, care s-a alăturat oportun aliaților, își păstrează regatul și titlul, și pentru a uita de trecutul său "bonapartist" își căsătorește fiicele cu câștigătorii zilei. Carolina Augusta, după o căsătorie anulată cu prințul moștenitor de Wurtemberg, se căsătorește cu împăratul Francisc I al Austriei; Elisabeta se căsătorește cu regele Frederic Wilhelm al IV-lea al Prusiei, Amalia și Maria devin pe rând regine ale Saxoniei. Numai mezina Ludovika nu poartă coroană, ea s-a căsătorit din motive familiale cu un văr dintr-o ramură mai tânără, Ducele Maximilian. Ludovika a suferit mult din cauza diferenței în rang cu surorile ei, dar și-a luat revanșa prin căsătoria strălucită a fiicelor sale.

## Căsătorie

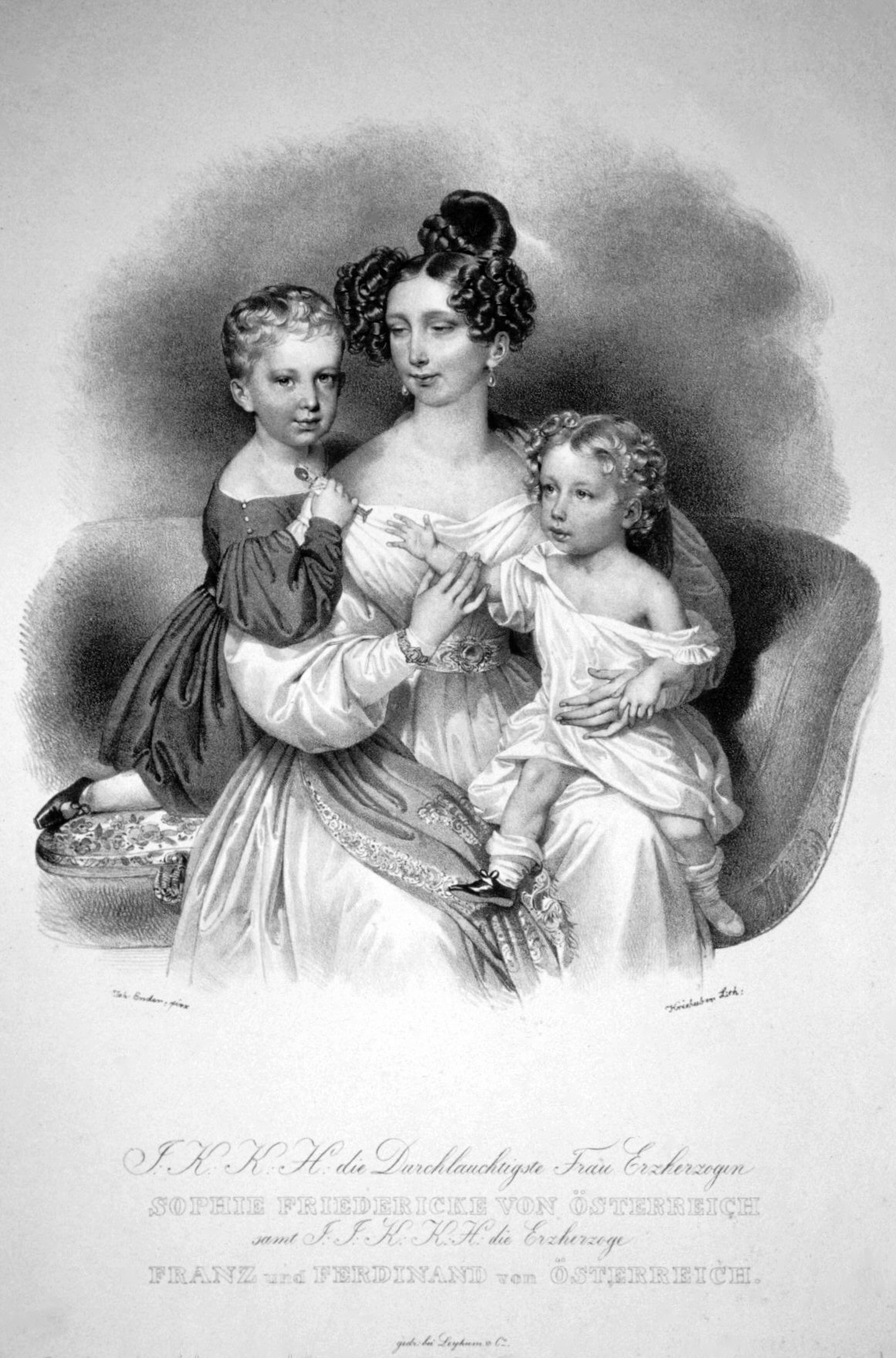
Arhiducesa Sofia cu copii ei cei mari: Franz Josef și Maximilian, ca. 1835

Ajunsă la vârsta propice căsătoriei, Sofia îl cunoaște pe arhiducele Franz Karl al Austriei prin intermediul surorii sale vitrege, prințesa Carolina Augusta de Bavaria. Frumoasă și inteligentă, ea s-a căsătorit fără tragere de inimă la 4 noiembrie 1824, la Viena cu arhiducele Franz Karl, om slab și fără farmec, dar care se pare că i se promisese tronul imperial, fratele său fiind vizibil incapabil. Mama sa, căreia tânăra Sofia i s-a plâns i-a răspuns: "Ce vrei, s-a decis la Congresul de la Viena". Sofia avea 19 ani. După șase ani de infertilitate și un avort spontan în 1827, cuplul a avut șase copii, dintre care patru au ajuns la vârsta maturității:
- Franz Joseph (1830 – 1916); s-a căsătorit în 1854 cu verișoara sa Elisabeta de Bavaria (Sissi) cu care a avut patru copii. A devenit împărat al Austriei și rege al Ungariei.
- Ferdinand Maximilian (1832 – 1867); s-a căsătorit în 1857 cu Charlotte a Belgiei. A devenit împărat al Mexicului.
- Karl Ludwig (1833 – 1896); s-a căsătorit în 1856 cu verișoara lui primară Margareta de Saxonia cu care nu a avut copii. În 1862 s-a căsătorit cu Prințesa Maria Annunciata de Bourbon-Două Sicilii, cu care a avut patru copii, inclusiv pe Arhiducele Franz Ferdinand. În 1873 s-a căsătorit cu Infanta Maria Tereza a Portugaliei cu care a avut două fiice.
- Maria Anna (1835 – 1839), care a murit la vârsta de patru ani.
- Un fiu n./d. 24 octombrie 1840
- Ludwig Viktor (1842 – 1919); nu s-a căsătorit

Zvonurile spun că tatăl celui de-al doilea fiu al ei, Ferdinand Maximilian, a fost nimeni altul decât nepotul ei Napoleon al II-lea, fiul lui Napoleon I, care era cu șase ani mai mic decât ea dar de care ea a fost strâns legată. Sofia nu și-a ascuns niciodată admirația pentru Napoleon I, nici afecțiunea pentru cumnatul ei,  Eugène de Beauharnais.

## Lupta pentru putere
După căsătorie, tânăra prințesă bavareză în vârstă de doar 19 ani se stabilește la curtea imperială de la Viena, Austria aflându-se în acea perioadă sub dominația cancelarului Metternich. Sofia era o femeie educată, isteață și mai ales ambițioasă, toate acestea contrastând puternic cu firea liniștită și nepăsătoare a soțului ei. După o serie de sarcini pierdute, arhiducesa dă naștere unui băiat sănătos pentru care avea încă de la început planuri mărețe, dorind să-l facă împărat. Socrul ei, Francisc I era bătrân, iar Ferdinand, fiul cel mai în vârstă și totodată moștenitorul tronului era bolnav și debil mintal. Ambițioasa prințesă, foarte interesată de problemele politice a observat vidul de putere ce exista la curtea vieneză la începutul secolului al XIX-lea și a decis să umple acest gol cu personalitatea ei marcantă. Nu după mult timp, Sofia dobândește faima de a fi "unicul bărbat" de la palat. Ea este cea care contribuie în timpul revoluției generale din anul 1848 la căderea lui Metternich căruia îi reproșa "că urmărește un lucru imposibil și anume să conducă monarhia fără împărat cu un cretin ca reprezentant al coroanei", aluzie la cumnatul său împăratul Ferdinand. Sofia își împiedică soțul să preia succesiunea la tron, renunțând astfel să devină împărăteasă. În felul acesta ea a pregătit terenul pentru ca fiul ei, Franzi, să urce pe tron la Olmütz în decembrie 1848. Pentru acest lucru Franz Joseph îi va rămâne toată viața recunoscător mamei sale. 

## Împărăteasa din umbră a Austriei

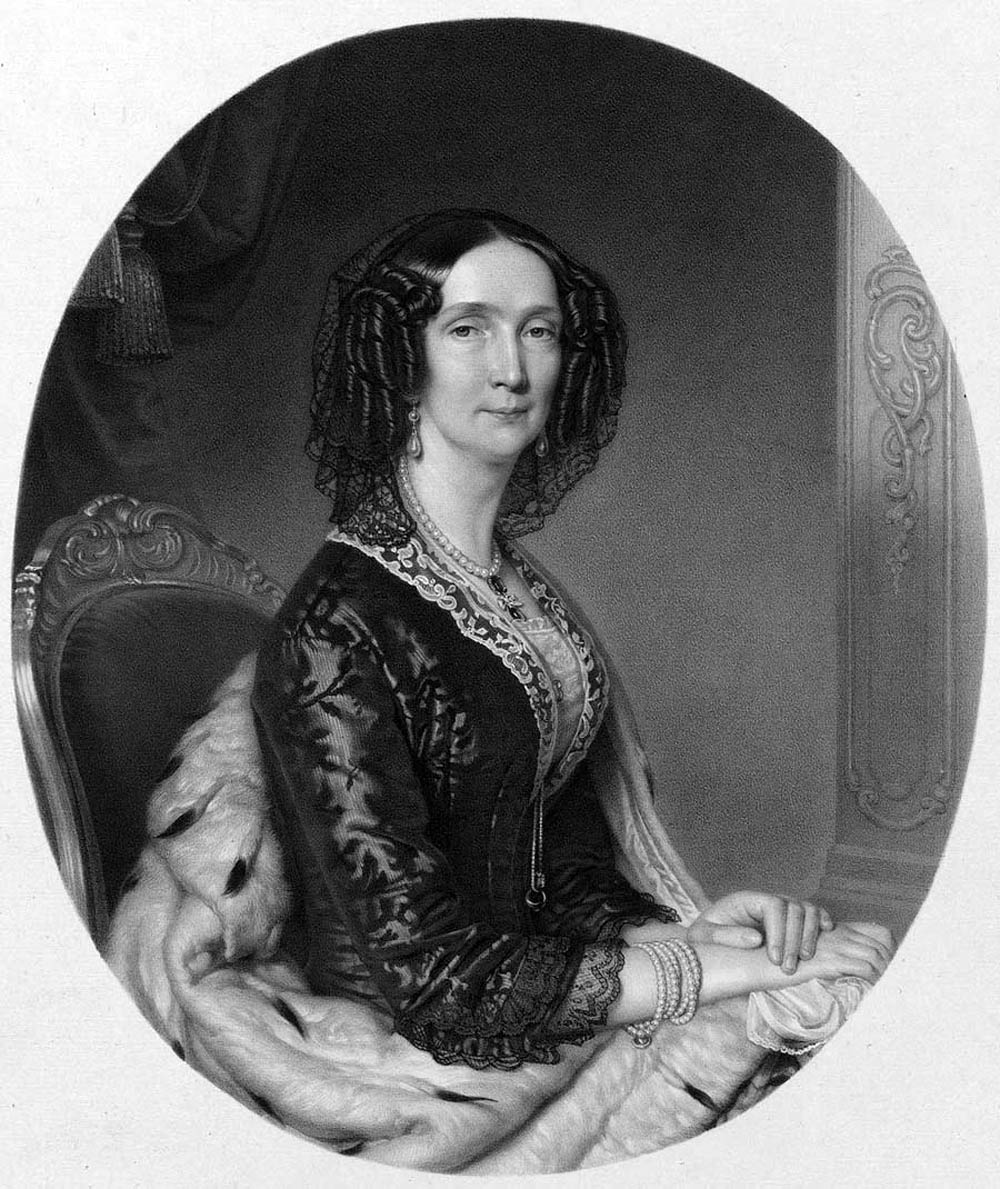
Litografie a Arhiducesei Sofia de Austria

Tânărul împărat se lasă condus de mâna ei fermă în primii ani ai domniei, chiar dacă Sofia a dat asigurări că: odată cu urcarea pe tron a fiului meu am luat decizia categorică să nu mă mai amestec în nici o afacere de stat. Nu mă mai simt îndreptățită să o fac știind că, după 13 ani în care țara a fost a nimănui, acum a ajuns în mâini atât de bune, încat sunt bucuroasă să pot asista în liniște și cu optimism la tot ce se întâmplă, lăsând în urmă luptele grele din anul 1848! Ea nu își respectă însă bunele intenții. Verdictele sângeroase date revoluționarilor și abrogarea constituției erau considerate de opinia publică drept realizări ale arhiducesei, care în anii cincizeci rămăsese împărăteasa din umbră a Imperiului Habsburgic. Sofia era o conservatoare convinsă atât în politică cât și în viața de familie. Ea punea mare preț pe respectarea și păstrarea etichetei regale la curtea austriacă. Arhiducesa a păstrat pe tot parcursul vieții un jurnal detaliat în care făcea însemnări zilnice.

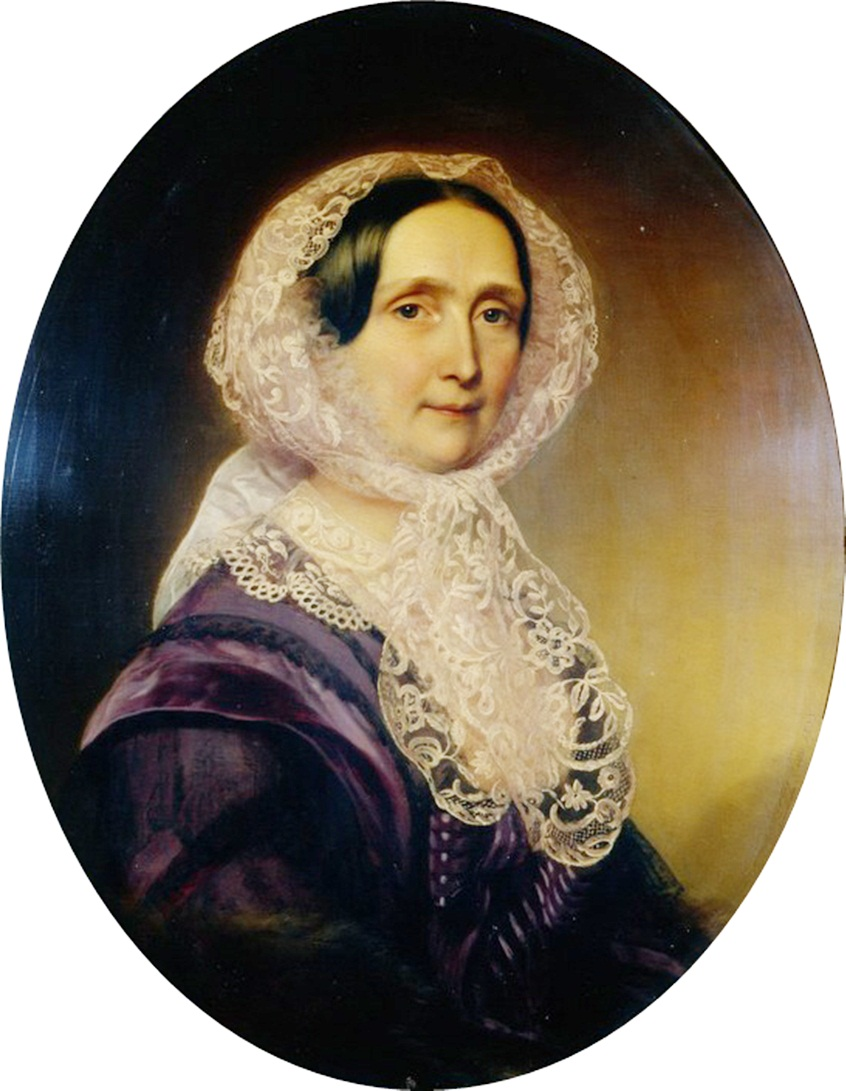
Arhiducesa Sofia în 1858.

Imediat după urcarea pe tron a fiului ei, Sofia începe să-i caute acestuia o soție. Ea își dorea pentru Franzi o prințesă de origine germană. Prin această alianță spera că va întări poziția Austriei în Confederația Țărilor Germane, poziție amenințată tot mai mult de Prusia. După câteva încercări eșuate cu prințese prusace, Sofia apelează la sora ei mai mică, Ludovica de Bavaria, care avea doua fete apropiate de vârsta împăratului. La 24 aprilie 1854 are loc căsătoria dintre Franz Joseph și Elisabeta de Wittelsbach (Sisi). Sofia se amestecă și în căsnicia celor doi tineri, ea ocupându-se de creșterea și educația primilor copii imperiali. Faptul că Elisabeta nu se achita de obligațiile ce reveneau unei împărătese, călătorind frecvent și petrecând foarte puțin timp la curtea din Viena, a dat naștere la un conflict cu arhiducesa care era dezamăgită de nora sa. Relația lor devine una glacială, Sisi refuzând cu încăpățânare să respecte protocolul imperial la care soacra sa ținea atât de mult. În ecranizările cinematografice despre Elisabeta, Sofia este prezentată ca fiind o persoană intrigantă, decisă să-i facă nurorii ei viața imposibilă. În realitate, arhiducesa încearcă să se achite ea de responsabilitățile ce reveneau tinerei împărătese, reprezentând totodată un real sprijin pentru fiul ei însingurat și pentru cei doi nepoți mai mari.
Cel de-al doilea fiu al ei, Arhiducele Maximilia, s-a căsătorit la 27 iulie 1857, la Bruxelles, cu Charlotte a Belgiei, o verișoară de gradul doi, fiica ambițioasă a regelui ambițios Leopold I.  La curtea de la Viena ea a fost foarte apreciată de soacra sa care vedea în ea exemplul perfect al soției unui arhiduce austriac. 

## Retragerea din viața publică și moartea

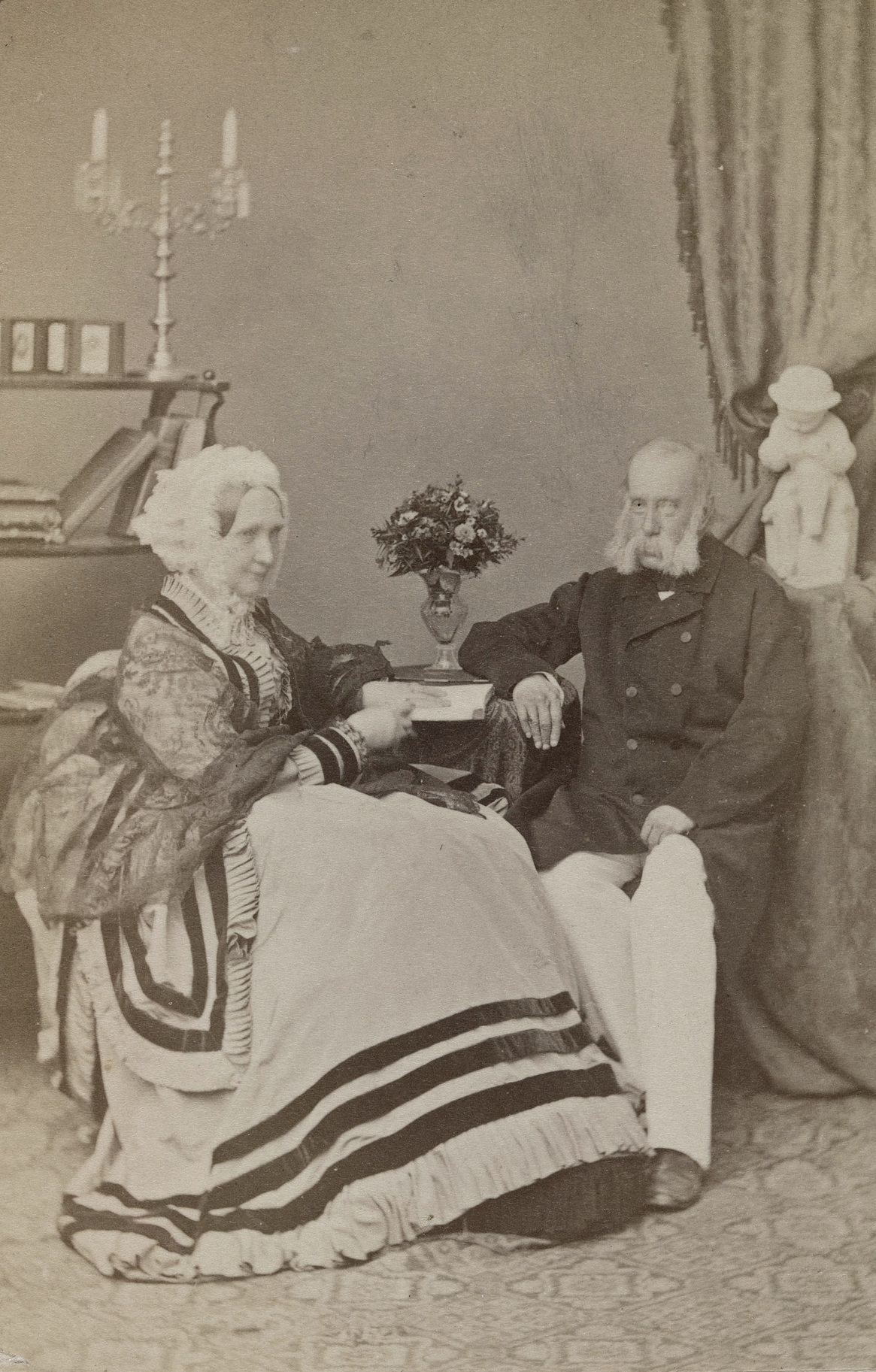
Prințesa Sofia și Arhiducele Franz Karl de Austria.

La începutul lunii iulie 1867, a sosit vestea că împăratul Maximilian al Mexicului a fost împușcat la Querétaro, o lovitură pe care arhiducesa Sofia, deja în vârstă de 62 de ani, nu a mai reușit să o depășească, întrucât Max fusese fiul ei preferat. Singura consolare pentru ea era că personal îl deconsiliase tot timpul, nefiind nici o clipă de acord cu plecarea lui în Mexic. Arhiducesa nota într-o scrisoare: Gândul la suferințele prin care a trecut, la izolarea și însingurarea lui departe de noi nu mă va părăsi niciodată, producându-mi o durere indescriptibilă. Sofia era acum un om frânt. Va mai trăi încă cinci ani, dar aceștia vor fi umbriți de mâhnirea cauzată de moartea fiului ei. Ea devine și mai religioasă, renunțând la orice luptă, chiar și la cea dusă împotriva nurorii ei, Elisabeta. Își îndeplinea în continuare toate obligațiile față de soț, copii, nepoți și Casa de Habsburg, dar nu se mai amestecă în politică.
Deși lipsită de tact și răbdare cu nora ei, care părea mai puțin capabilă să își îndeplinească sarcinile regale, ea a fost o mamă excelentă pentru cei patru fii ai ei și o excelentă bunică pentru toți nepoții ei. Cu puțin timp înainte de a muri, ea a asistat la logodna Arhiducesei Gisela, fiica cea mare a cuplului imperial cu Prințul Leopold al Bavariei.
Arhiducesa moare în dimineața zilei de 28 mai 1872, după o îndelungată suferință având întreaga familie alături. Ea a fost înmormântată în Cripta Capucinilor din Viena. Soțul ei îi va mai supraviețui șase ani. Moartea Sofiei a reprezentat după cum nota și contele Hübner în jurnalul său "o mare pierdere pentru familia imperială, pentru acei ce pun preț pe tradițiile de la curte înțelegând importanța lor"'

## Citate
- Fără îndoială că dintre toate femeile casei imperiale de după Maria Tereza arhiducesa Sofia a fost cea mai importantă personalitate politică[6] – ministrul plenipotențiar al Elveției la Viena